# Чикарели (Напуљ)
Чикарели је насеље у Италији у округу Напуљ, региону Кампанија.
Према процени из 2011. у насељу је живело 142 становника. Насеље се налази на надморској висини од 48 м.